# Wiktryk z Rouen
Wiktryk z Rouen, również Wiktrycjusz z łac. Victricius (ur. ok. 340, zm. ok. 410 lub 417) – prawdopodobnie rzymski legionista tytułowany victrix, ósmy biskup Rouen (ok. 390–417), misjonarz, święty Kościoła katolickiego.
Po nawróceniu się porzucił armię i został wyświęcony na kapłana. Zajął się ewangelizowaniem Flandrii i Brabancji. Około 385-390 roku wstąpił na stolicę biskupią w Rouen, natomiast ok. 396 udał się do Anglii, by zwalczać szerzącą się herezję ariańską. W 403 roku przebywał w Rzymie. Autor pisma „O chwale świętych” (De laude sanctorum).
Jego wspomnienie liturgiczne obchodzone jest 7 sierpnia.